# Dème d'Argithéa-Orientale
Le dème d'Argithéa-Orientale, en grec moderne : Ανατολική Αργιθέα, jusqu'en 2001 Athamánes (Αθαμάνες), est un ancien dème du district régional de Kardítsa, en Thessalie, Grèce. En 2010, il est fusionné au sein du dème d'Argithéa.
Selon le recensement de 2011, la population du dème compte 908 habitants.